# Леонард Ленс
Леонард Дж. Ленс (англ. Leonard J. Lance; нар. 25 червня 1952, Істон, штат Пенсільванія) — американський політик. З 2009 до 2019 р. представляв 7-й виборчий округ штату Нью-Джерсі у Палаті представників США. Член Республіканської партії.
У 1974 р. закінчив Ліхайський університет. У 1977 р. отримав ступінь доктора права в Університеті Вандербільта. Навчався у Школі громадських та міжнародних відносин імені Вудро Вільсона Принстонського університету (1982 р.).
З 1991 по 2002 рр. Ленс був членом Генеральної асамблеї Нью-Джерсі, з 2002 по 2009 рр. — у Сенаті Нью-Джерсі (очолював республіканську фракцію з 2004 по 2008 рр.).
У 1996 р. він балотувався до Палати представників США.